# V.League Top Match 2015 (maschile)
Il V.League Top Match 2015 si è svolto il 12 aprile 2015: al torneo hanno partecipato una squadra di club giapponese e una squadra di club sudcoreana; la vittoria finale è andata per la prima volta all'OK Rush & Cash.

## Regolamento
Si affrontano in gara unica il club campione della V.Premier League giapponese ed il vincitore della V-League sudcoreana.

## Partecipanti
| Squadra        | Qualificazione                            | Ultima partecipazione |
| -------------- | ----------------------------------------- | --------------------- |
| OK Rush & Cash | Vincitrice della V-League 2014-15         | Debutto               |
| JT Thunders    | Vincitrice della V.Premier League 2014-15 | Debutto               |

## Torneo
| 12 aprile 2015 Jangchung Gymnasium, Seul Durata: 2h:14 - Spettatori: 862 | OK Rush & Cash | 3 - 2 | JT Thunders | 20-25, 25-18, 27-29, 25-16, 15-13 |

## Premi individuali
| Premio                 | Giocatrice        | Squadra        |
| ---------------------- | ----------------- | -------------- |
| MVP                    | Robertlandy Simón | OK Rush & Cash |
| Most Impressive Player | Yū Koshikawa      | JT Thunders    |